# One Liberty Place
One Liberty Place – drugi co do wysokości wieżowiec w Filadelfii. Jest to także drugi co do wysokości budynek w Pensylwanii oraz jeden z wyższych w USA. Ma 288 metrów wysokości i 61 pięter. Zaprojektowany przez  Murphy/Jahn, Inc. Architects i Zeidler Partnership Architect, został wybudowany w 1987. Dach budynku znajduje się prawie 20 metrów niżej, niż wynosi jego wysokości strukturalna. Najwyższe piętro znajduje się na wysokości 239 metrów. Poza 61 piętrami nad powierzchnią ziemi, wieżowiec posiada 4 podziemne kondygnacje. Całkowita powierzchnia biurowa wynosi 111 483 m². Budynek ten jest wykorzystywany głównie w celach biurowych, poza tym jego wolna powierzchnia jest wykorzystywana w celach mieszkaniowych i hotelarskich.